# Die Garde-Diva
Die Garde-Diva ist ein deutsches Stummfilmlustspiel aus dem Jahr 1929 von Curt Blachnitzky mit Agnes von Esterhazy in der Titelrolle. An ihrer Seite spielen Georg Alexander, Ferdinand von Alten und Alphons Fryland weitere Hauptrollen. Es ist ein Film, wie Lotte Eisner schrieb, „aus jener Zeit, da die Garnison und die Frau Kommandeuse noch eine Rolle spielten.“

## Handlung
Die Operettensoubrette Carmen Sarto, derzeit aktiv in einer kleinen Provinzstadt, wird als „Garde-Diva“ von den schmucken Offizieren der Garnison angehimmelt. Da ein Regimentsjubiläum bevorsteht, bittet man sie aus diesem Anlass einige Lieder zum besten zu geben. Aus diesem Grunde beginnt Carmen mit den Proben, am Klavier begleitet vom jungen Rittmeister von Hagen. Prompt beginnen die beiden auch jenseits der Proben mehr als nur Sympathie für einander zu empfinden. Carmen teilt von Hagen mit, dass sie auf Wunsch ihres Vaters demnächst Abschied von der Bühne nehmen werde.
Der Tag der Festivitäten ist gekommen. Auch der Feldmarschallleutnant Franz Ferdinand Josef Ritter von Carolus hat sein Erscheinen zugesagt und trifft in Begleitung von Frau Sarto ein. Während man anfänglich zu munkeln beginnt, stellt sich rasch heraus, dass der elegante Baron der Vater der Garde-Diva ist. Er gibt seinen Segen zur Verbindung seiner Tochter mit Rittmeister Hanns von Hagen.

## Produktionsnotizen
Gedreht zwischen August und September 1929 in Berlin und Umgebung, passierte Die Garde-Diva am 25. September desselben Jahres die Filmzensur und wurde am 17. Oktober 1929 im Leipziger Capitol-Kino uraufgeführt. Die Berliner Premiere fand am 15. November 1929 in den Prater-Lichtspielen statt. Der Sechsakter besaß eine Länge von 2376 Metern und wurde mit Jugendverbot belegt.
Paul Drewniak übernahm die Produktionsleitung. Die Filmbauten gestaltete Leopold Blonder, die Kostüme entwarf Leopold Verch.

## Kritiken
Die Kritiken fielen, angesichts der inhaltlichen wie gestalterischen Banalität dieses antiquierten Kasernenulks, weitgehend verheerend aus. Nachfolgend vier Beispiele:
Hermann Hacker spottete in der Neuen Berliner Zeitung: “Einer der Zwischentexte heißt: “Der alte Geist ist nicht gebrochen – hier schleift man Alt und Jung die Knochen”. Weiß Gott, gebrochen und geschliffen fühlt man sich am Schluss”.
Lotte Eisner befand im Film-Kurier: “Curt Blachnitzky geht auch als Regisseur über diese Anspruchslosigkeit nicht heraus, er spielt die Szenen recht umständlich aus. Gelegentlich trifft er die Komik des Kasernenhofs, Rekruten von schnauzbärtige Wachmeistern gedrillt, die Herren Offiziere, die an der Bühnengarderobe zusammengestoßen.”
Im Berliner Tageblatt war folgendes zu lesen: “Der Film zeigt an einigen Stellen Ansätze zu parodistischen Versuchen und sinkt dann, um so unerträglicher, in den Sumpf des Durchschnitts. (Da man keine Militärfilme mehr drehen kann, wird der Krieg im Frieden persifliert. Aber auch bei der besten Persiflage werden Gamaschenbeine geschmissen).”
Erna Büsing befand in Der Abend: “Die Verfilmung eines solchen Manuskriptes sollte heute unmöglich sein. Zumal der Regisseur Blachnitzky nicht einen neuen Einfall hat. Man könnte den Film für gut abgelagerte Ware halten, wenn nicht zufällig die allermodernsten Gesellschaftskleider trüge”